# 艾瓦拉斯·阿布羅馬維丘斯
艾瓦拉斯·阿布羅馬維丘斯（烏克蘭語：Айварас Абромавічус；1976年1月21日—）是一位猶太裔立陶宛人，但他現在的國籍是烏克蘭。自2014年12月起，他擔任烏克蘭的經濟和貿易部長。他2004年和一位烏克蘭人結婚，2008年開始定居在基輔。2014年12月，他取得烏克蘭國籍並開始擔任烏克蘭經濟和貿易部長。